# Stefan Steinmetz

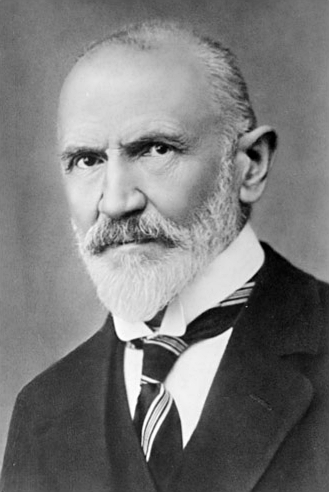
Stefan Steinmetz (um 1922)

Stefan Steinmetz (* 2. November 1858 in Marktbreit, Unterfranken; † 1. Januar 1930 in Berlin) war ein deutscher Mühleningenieur. Stefan Steinmetz ist der Erfinder des so genannten Steinmetz-Verfahrens, eines patentierten Wasch- und Enthülsungsverfahrens für Getreide, in dem das Korn von Schadstoffen und Mikroorganismen durch Waschen und Entfernen der äußeren Holzschalen schonend gereinigt wird.
Steinmetz absolvierte eine Müller-Lehre und besuchte dann die Staatliche Ingenieursschule in München. 1878 graduierte er zum diplomierten Mühleningenieur. Am 9. Februar 1892 wurde ihm das erste Patent für ein Wasch- und Enthülsungsverfahren für Getreide erteilt. Es folgten weitere Patente. Durch das schonende Steinmetz-Verfahren bleiben sowohl der Keim als auch die eiweißreichen Randschichten des Korns unbeschädigt. Das Verfahren wird auch heute noch angewendet.
1902 eröffnete Stefan Steinmetz in Bad Kreuznach das erste eigene Backhaus zur Mehl- und Brotherstellung. Auf der Ernährungsausstellung in Leipzig im Jahre 1905 erhielt Steinmetz eine Goldmedaille für sein Steinmetz-Brot. Zusammen mit August Wittler gründete er 1919 in Berlin die Steinmetz-Mühle und -Brotfabrik. Für seine Erfindung isolierter Backformen zum Backen weicher Teige wurde ihm 1919 ein Patent erteilt.
Im Laufe seines Lebens veröffentlichte er insgesamt zwölf eigene Ernährungs-Schriften.
Noch in der heutigen Zeit wird das Stefan Steinmetz Mehl von der 4. Generation, dem Urenkel Tobias Steinmetz, an Bäckereien in Deutschland, Österreich, Schweiz, Japan und anderen Länder verkauft.